# Rāmnagar, Västbengalen
Rāmnagar är en ort i Indien.   Den ligger i distriktet Hugli och delstaten Västbengalen, i den östra delen av landet, 1 300 km sydost om huvudstaden New Delhi. Rāmnagar ligger 10 meter över havet och antalet invånare är 5 195.
Terrängen runt Rāmnagar är mycket platt. Runt Rāmnagar är det mycket tätbefolkat, med 3 623 invånare per kvadratkilometer. Närmaste större samhälle är Bhātpāra, 18,6 km nordost om Rāmnagar. Trakten runt Rāmnagar består till största delen av jordbruksmark.